# Neuchâtel Université Club Volleyball 2012-2013
Questa voce raccoglie le informazioni riguardanti il Neuchâtel Université Club Volleyball nella stagione 2012-2013.

## Organigramma societario
Area direttiva
- Presidente: Jo Gutknecht

Area tecnica
- Primo allenatore: Audrey Cooper

## Rosa
| N° | Nome            | Ruolo | Data di nascita   | Nazionalità sportiva |
| -- | --------------- | ----- | ----------------- | -------------------- |
| 1  | Bryn Kehoe      | P     | 29 maggio 1986    | Stati Uniti          |
| 2  | Barbara Ryf     | S     | 22 gennaio 1986   | Svizzera             |
| 3  | Lindsay Stalzer | S/O   | 25 luglio 1984    | Stati Uniti          |
| 4  | Anna Protasenia | S     | 5 febbraio 1988   | Svizzera             |
| 8  | Sara Schüpbach  | S     | 31 gennaio 1987   | Svizzera             |
| 10 | Diva Boketsu    | C     | 8 agosto 1987     | Svizzera             |
| 12 | Sandra Stocker  | C     | 26 dicembre 1987  | Svizzera             |
| 13 | Carole Trösch   | C     | 20 dicembre 1995  | Svizzera             |
| 14 | Ellen Herman    | S     | 30 luglio 1988    | Stati Uniti          |
| 15 | Laura Girolami  | L     | 20 settembre 1986 | Svizzera             |
| 16 | Marine Hämmerli | L     | 30 maggio 1994    | Svizzera             |
| 17 | Anabela Satarić | P     | 3 aprile 1994     | Svizzera             |